# Lie-groep

De cirkel rondom centrum 0 en straal 1 in het complexe vlak is een lie-groep met de operatie complexe vermenigvuldiging.

In de groepentheorie, een deelgebied van de wiskunde, is een lie-groep een groep die tevens een differentieerbare variëteit is, met de eigenschap dat de groepsbewerkingen compatibel zijn met differentieerbare structuren. Lie-groepen zijn vernoemd naar de 19e-eeuwse Noorse wiskundige Sophus Lie, die er met zijn theorie van continue transformatiegroepen de basis voor legde. Lie-groepen worden onder andere gebruikt om continue symmetrieën te modelleren.
Lie-groepen representeren de meest ontwikkelde theorie van continue symmetrie van wiskundige objecten en structuren. Hierdoor zijn lie-groepen in veel deelgebieden binnen de hedendaagse wis- en theoretische natuurkunde onmisbare instrumenten geworden. Lie-groepen bieden een natuurlijk raamwerk voor het analyseren van continue symmetrieën van differentiaalvergelijkingen, dit op ongeveer dezelfde manier als permutatiegroepen in de galoistheorie worden gebruikt voor het analyseren van de discrete symmetrieën van algebraïsche vergelijkingen. Een uitbreiding van de galoistheorie naar het geval van de continue symmetriegroepen was een van Lies belangrijkste motivaties.

## Overzicht
Lie-groepen zijn gladde variëteiten en kunnen derhalve worden bestudeerd met behulp van de differentiaalrekening, dit in tegenstelling tot de meer algemene topologische groepen. Een van de sleutelideeën van Sophus Lie in de theorie van lie-groepen is het vervangen van het globale object, de groep, door zijn lokale of gelineariseerde versie, die Lie zelf zijn "infinitesimale groep" noemde en die sindsdien bekend is geworden als zijn lie-algebra.
Lie-groepen spelen op verschillende niveaus een belangrijke rol in de moderne meetkunde. Felix Klein beargumenteerde in zijn Erlanger Programm dat men verschillende "geometrieën" kan beschouwen als "het specificeren van een geschikte transformatiegroep die bepaalde meetkundige eigenschappen" invariant laat. De euclidische meetkunde komt overeen met de keuze van de groep E(3) van afstandbewarende transformaties (isometrieën) van de euclidische ruimte, {\displaystyle \mathbb {R} ^{3}}, de conforme of hoekgetrouwe meetkunde komt overeen met het uitbreiden van de groep tot de hoekgetrouwe groep, terwijl men in de projectieve meetkunde geïnteresseerd is in eigenschappen die invariant zijn onder de projectieve groep. Dit idee leidde later tot het begrip G-structuur, waarin {\displaystyle G} een lie-groep is van "lokale" symmetrieën van een variëteit. Op een "globaal" niveau, steeds als een lie-groep op een meetkundig object inwerkt, zoals een riemann-variëteit of een symplectische variëteit, verzorgt deze groepsbewerking een zekere mate van rigiditeit en levert een rijke algebraïsche structuur op. De aanwezigheid van continue symmetrieën, uitgedrukt door een lie-groep die inwerkt op een variëteit, beperkt haar meetkunde en vergemakkelijkt de analyse van de variëteit. Lineaire acties van lie-groepen zijn van bijzonder belang en worden bestudeerd in de representatietheorie.
In de jaren vijftig van de twintigste eeuw realiseerde Claude Chevalley zich dat veel fundamentele resultaten met betrekking tot lie-groepen volledig algebraïsch kunnen worden ontwikkeld. Dit inzicht gaf aanleiding tot de theorie van de algebraïsche groepen over een willekeurig lichaam/veld. Deze theorie opende nieuwe mogelijkheden binnen de abstracte algebra, doordat zij voorzag in een uniforme constructie voor de meeste eindige enkelvoudige groepen. Ditzelfde geldt voor de algebraïsche meetkunde. De theorie van de automorfe vormen, een belangrijke tak van de moderne getaltheorie, houdt zich uitvoerig bezig met analoga van lie-groepen over adele-ringen.

## Definities en voorbeelden
Een reële lie-groep is een groep die tevens een eindig-dimensionale reële gladde variëteit is, waarop groepsbewerkingen voor de operaties vermenigvuldiging en inverse zijn gedefinieerd waarvan het resultaat een gladde afbeelding is ({\displaystyle C^{\infty }}-variëteit, zie ook differentiaalmeetkunde). Gladheid van de groepsvermenigvuldiging
{\displaystyle \mu \colon G\times G\to G;\quad \mu (x,y)=xy}
betekent dat {\displaystyle \mu } een "nette" afbeelding van de productvariëteit {\displaystyle G\times G} op {\displaystyle G} is. Deze twee vereisten kunnen tot de enkele voorwaarde worden herleid dat
{\displaystyle (x,y)\mapsto x^{-1}y}
een gladde afbeelding van de productvariëteit op {\displaystyle G} moet zijn.

### Eerste voorbeelden
- De reële inverteerbare 2×2-matrices vormen een groep onder vermenigvuldiging, die wordt aangeduid met {\displaystyle \mathrm {GL} _{2}(\mathbb {R} )}:

{\displaystyle \mathrm {GL} _{2}(\mathbb {R} )=\left\{A={\begin{pmatrix}a&b\\c&d\end{pmatrix}}:\det A=ad-bc\neq 0\right\}}
Dit is een vierdimensionale niet-compacte reële lie-groep. Deze groep is onsamenhangend; hij bestaat uit twee samenhangende componenten die overeenkomen met de positieve en negatieve waarden van de determinant.
- De rotatiematrices vormen een ondergroep die wordt aangeduid met {\displaystyle \mathrm {SO} _{2}(\mathbb {R} )}.

Deze ondergroep is uit zichzelf een lie-groep: meer specifiek, een eendimensionale compacte samenhangende lie-groep die diffeomorf is met de cirkel. Door gebruik te maken van de draaihoek (rotatiehoek) {\displaystyle \varphi } als parameter, kan deze groep als volgt worden geparametriseerd:
{\displaystyle \mathrm {SO} _{2}(\mathbb {R} )=\left\{{\begin{pmatrix}\cos \varphi &-\sin \varphi \\\sin \varphi &\cos \varphi \end{pmatrix}}:\varphi \in \mathbb {R} /2\pi \mathbb {Z} \right\}}
Optellen van hoeken komt overeen met vermenigvuldiging van de elementen van {\displaystyle \mathrm {SO} _{2}(\mathbb {R} )}, en het nemen van de tegenovergestelde hoek komt overeen met inverteren. Dus zowel de vermenigvuldiging als inversie zijn differentieerbare afbeeldingen.
- De orthogonale groep vormt ook een interessant voorbeeld van een lie-groep.

Al deze voorgaande voorbeelden van lie-groepen behoren tot de klassieke groepen.

### Gerelateerde begrippen
Een complexe lie-groep wordt op dezelfde manier gedefinieerd door gebruik te maken van complexe variëteiten in plaats van reële (bijvoorbeeld: {\displaystyle \mathrm {SL} _{2}(\mathbb {C} )}), en op dezelfde wijze kan men een {\displaystyle p}-adische lie-groep over de {\displaystyle p}-adische getallen definiëren. Hilberts vijfde probleem komt neer op de vraag of het vervangen van differentieerbare variëteiten door topologische- of analytische variëteiten nieuwe voorbeelden kan opleveren. Het antwoord hierop bleek negatief te zijn: in 1952 toonden Gleason, Montgomery en Zippin aan dat als {\displaystyle G} een topologische variëteit met continue groepsbewerkingen zou zijn, er precies een analytische structuur op {\displaystyle G} zou bestaan die in een lie-groep verandert (zie ook het vermoeden van Hilbert-Smith). Als men toestaat dat de onderliggende variëteit oneindig dimensionaal is (bijvoorbeeld, een hilbert-variëteit), komt men bij het begrip van een oneindig-dimensionale lie-groep terecht. Het is mogelijk om analoga van vele lie-groepen over eindige velden te definiëren, en dezen geven de meeste van de voorbeelden van eindige enkelvoudige groepen.
De taal van de categorietheore voorziet in een beknopte definitie van lie-groepen: een lie-groep is een groepsobject in de categorie van gladde variëteiten. Dit is belangrijk, omdat het generalisatie van het begrip lie-groep naar lie-supergroepen mogelijk maakt.

## Meer voorbeelden van lie-groepen
- {\displaystyle (\mathbb {R} ^{n},+)} is een abelse lie-groep.
- {\displaystyle S^{1}=\left\{z\in \mathbb {C} |\left|z\right|=1\right\}} is een abelse lie-groep voor de vermenigvuldiging van complexe getallen en beschrijft daarmee het begrip rotatiesymmetrie in het complexe vlak.
- Als {\displaystyle G} en {\displaystyle H} lie-groepen zijn, bestaan er standaardconstructies om van het cartesisch product {\displaystyle G\times H} zowel een groep als een gladde variëteit te maken, en het is niet moeilijk in te zien dat dit opnieuw een lie-groep is.
- De complexe getallen verschillend van 0 vormen een abelse groep voor de vermenigvuldiging. Dit is een lie-groep die isomorf is met {\displaystyle S^{1}\times (\mathbb {R} ,+)} via het isomorfisme

{\displaystyle S^{1}\times \mathbb {R} \to \mathbb {C} ^{*}\colon (z,r)\mapsto z\cdot e^{r}}
- De algemene lineaire groep {\displaystyle \mathrm {GL} (n,K)} over een lichaam {\displaystyle K} bestaat uit de vierkante {\displaystyle n\times n}-matrices over {\displaystyle K} waarvan de determinant verschillend is van 0, dat wil zeggen de reguliere matrices. De groepsbewerking is het product van matrices; deze bewerking is niet commutatief. Voor {\displaystyle K=\mathbb {R} } en {\displaystyle K=\mathbb {C} } heeft hij de structuur van een lie-groep, met reële dimensie {\displaystyle n^{2}} en {\displaystyle 2n^{2}}.
- De algemene lineaire groep heeft als centrum de ondergroep die uit de omkeerbare veelvouden van de eenheidsmatrix bestaat. De factorgroep heet projectieve lineaire groep of projectieve algemene lineaire groep:

{\displaystyle \mathrm {PGL} (n,K)=\mathrm {GL} (n,K)/\mathbb {Z} (\mathrm {GL} (n,K))}
Informeel zijn dit de "lineaire transformaties op een schaalfactor na". De reële projectieve lineaire groep is een {\displaystyle (n^{2}-1)}-dimensionale lie-groep. De complexe projectieve lineaire groep is een {\displaystyle (2n^{2}-2)}-dimensionale lie-groep.
- De orthogonale groep {\displaystyle \mathrm {O} (n)} is de deelgroep van {\displaystyle \mathrm {GL} (n,\mathbb {R} )}, die uit de orthogonale matrices bestaat, dit zijn matrices die de inverse zijn van hun getransponeerde:

{\displaystyle A\,A^{T}=I}
{\displaystyle \mathrm {O} (n)} is onsamenhangend en valt uiteen in twee componenten, de rotaties en de rotatie-inversies. De eerste hebben determinant 1, de laatste determinant −1. De rotaties vormen een samenhangende ondergroep van {\displaystyle \mathrm {O} (n)}, namelijk de speciale orthogonale groep, genoteerd als {\displaystyle \mathrm {SO} (n)}.
{\displaystyle \mathrm {SO} (2)} is in alle opzichten (als groep en als variëteit) gelijkwaardig met {\displaystyle \mathrm {S} ^{1}} via het volgende isomorfisme van lie-groepen:
{\displaystyle \mathrm {S} ^{1}\to \mathrm {SO} (2)\colon z\mapsto \left({\begin{matrix}\Re z&\Im z\\-\Im z&\Re z\\\end{matrix}}\right)}
waarin {\displaystyle \Re } en {\displaystyle \Im } het reële en het imaginaire deel van een complex getal aanduiden.
- De unitaire groep {\displaystyle \mathrm {U} (n)} is de ondergroep van {\displaystyle \mathrm {GL} (n,\mathbb {C} )} die uit de unitaire matrices bestaat; dit zijn matrices die de inverse zijn van hun hermitisch getransponeerde (transponeren en vervolgens alle getallen vervangen door hun complex geconjugeerde):

{\displaystyle A{\overline {A}}^{T}=I}
De determinant van een unitaire matrix is een complex getal met absolute waarde 1. Het bijzondere geval {\displaystyle \mathrm {U} (1)} is opnieuw {\displaystyle \mathrm {S} ^{1}}.
Voor {\displaystyle n>1} is {\displaystyle \mathrm {U} (n)} niet enkelvoudig. Hij heeft als (samenhangende) normaaldeler de speciale unitaire groep {\displaystyle \mathrm {SU} (n)}, dit zijn de unitaire matrices met determinant 1.
- De speciale lineaire groep {\displaystyle \mathrm {SL} (n,K)} over een lichaam {\displaystyle K} bestaat uit de vierkante {\displaystyle n\times n}-matrices over {\displaystyle K}, waarvan de determinant 1 is. Voor {\displaystyle K=\mathbb {R} } en {\displaystyle K=\mathbb {C} } heeft hij de structuur van een lie-groep, met reële dimensie {\displaystyle n^{2}-1} respectievelijk {\displaystyle 2n^{2}-2}.
- De symplectische groep {\displaystyle \mathrm {Sp} (2n,K)} over een lichaam {\displaystyle K} bestaat uit de vierkante {\displaystyle (2n\times 2n)}-matrices {\displaystyle M} over {\displaystyle K} met de eigenschap

{\displaystyle M^{T}{\begin{bmatrix}0&I_{n}\\-I_{n}&0\\\end{bmatrix}}M={\begin{bmatrix}0&I_{n}\\-I_{n}&0\\\end{bmatrix}}}
In deze formule betekent {\displaystyle M^{T}} de getransponeerde matrix van {\displaystyle M}, en {\displaystyle I_{n}} is de {\displaystyle n\times n}-eenheidsmatrix.
De symplectische groep is een ondergroep van de speciale lineaire groep {\displaystyle \mathrm {SL} (2n,K)}. Voor {\displaystyle K=\mathbb {R} } en {\displaystyle K=\mathbb {C} } is hij een lie-groep, met reële dimensie {\displaystyle n(2n+1)} respectievelijk {\displaystyle 2n(2n+1)}.

### Algemene vorm
Als er geen behoefte bestaat om aan de groepselementen coördinaten toe te kennen, dan kan continue symmetrie ook worden gemodelleerd door het algemene begrip topologische groep. Elke lie-groep is een topologische groep, maar niet andersom.

## Vroege geschiedenis
Volgens de meest gezaghebbende bron over de vroege geschiedenis van de lie-groepen beschouwde Sophus Lie zelf de winter van 1873-1874 als de geboortedatum van zijn theorie over continue groepen. Hawkins stelt echter voor dat het "Lies buitengewone onderzoeksinspanning gedurende de periode van vier jaar van de herfst van 1869 tot de herfst van 1873 was, die leidde tot de creatie van de theorie. Sommige van de vroege ideeën werden in nauwe samenwerking met Felix Klein ontwikkeld. Lie ontmoette Klein van oktober 1869 tot 1872 bijna elke dag: eerst in Berlijn van eind oktober 1869 tot eind februari 1870, daarna in Parijs tot de start van de Frans-Duitse Oorlog en de daaropvolgende twee jaar achtereenvolgens in Göttingen en Erlangen. Lie verklaarde dat al zijn voornaamste resultaten voor 1884 werden verkregen. Gedurende de jaren 1870 verschenen al zijn artikelen (met uitzondering van de eerste) echter alleen in Noorse tijdschriften, wat erkenning van zijn werk in de rest van Europa belemmerde. In 1884 kwam de jonge Duitse wiskundige Friedrich Engel, een student van Klein, om met Lie aan een systematische verhandeling over de theorie van continue groepen te werken. Uit deze inspanning resulteerde het driedelige Theorie der Transformationsgruppen, waarvan de delen in respectievelijk 1888, 1890 en 1893 werden gepubliceerd.
De ideeën van Lie stonden niet los van de rest van de wiskunde. Zijn interesse in de meetkunde van differentiaalvergelijkingen werd hem in feite ingegeven door het werk van Carl Jacobi over de theorie van partiële differentiaalvergelijkingen van de eerste orde en over de vergelijkingen van de klassieke mechanica. Veel van het werk van Jacobi, dat in de jaren 1860 postuum werd gepubliceerd, genoot enorme belangstelling in Frankrijk en Duitsland. Lies Idée fixe was het ontwikkelen van een theorie van symmetrieën van differentiaalvergelijkingen die voor de differentiaalvergelijkingen zou volbrengen wat Évariste Galois had gedaan voor algebraïsche vergelijkingen: namelijk, ze te classificeren in termen van de groepentheorie. Een extra impuls om continue groepen te beschouwen kwam uit ideeën van Bernhard Riemann over de grondslagen van de meetkunde en hun verdere ontwikkeling in de handen van Klein. Lie combineerde daarmee drie grote thema's uit de 19e-eeuwe wiskunde in zijn nieuwe theorie: het idee van symmetrie, zoals dat door Galois werd geïllustreerd door het algebraïsche begrip van een groep, een meetkundige theorie en de expliciete oplossingen van differentiaalvergelijkingen uit de mechanica, uitgewerkt door Poisson en Jacobi, en als derde het nieuwe begrip van de meetkunde, dat voortkwam uit de werken van Plücker, Möbius, Grassmann en anderen, en dat culmineerde in de revolutionaire visie van Riemann op dit onderwerp.
Hoewel Sophus Lie vandaag de dag terecht wordt erkend als de opsteller van de theorie van continue groepen, werd een belangrijke stap in de ontwikkeling van hun structuurtheorie, die een diepgaande invloed zou hebben op de verdere ontwikkeling van de wiskunde, gezet door Wilhelm Killing. Killing publiceerde in 1888 het eerste artikel uit een serie getiteld: Die Zusammensetzung der stetigen endlichen Transformationsgruppen (De samenstelling van continue eindige transformatiegroepen). Het werk van Killing, dat later werd verfijnd en gegeneraliseerd door Élie Cartan, leidde tot de classificatie van halfenkelvoudige lie-algebra's, tot Cartans theorie van de symmetrische ruimten en Hermann Weyls beschrijving van representaties van compacte en halfenkelvoudige lie-groepen, waarbij gebruik wordt gemaakt van de hoogste gewichten.
Met Weyl kwam de vroege periode van de ontwikkeling van de theorie van de lie-groepen tot bloei, want niet alleen classificeerde hij de irreducibele representaties van halfenkelvoudige lie-groepen en verbond hij de theorie van de groepen met de kwantummechanica, maar ook plaatste hij Lies theorie zelf op een steviger fundament door duidelijk het onderscheid tussen Lies infinitesimale groepen (dat wil zeggen, lie-algebra's) en de eigenlijke lie-groepen te benadrukken. Daarnaast begon hij onderzoek aan de topologie van lie-groepen (Borel (2001). De theorie van lie-groepen werd door Claude Chevalley in een monografie systematisch in moderne wiskundige taal herschreven.

## Lie-algebra van een lie-groep
Zij {\displaystyle G} een lie-groep. Met iedere vector {\displaystyle {\tilde {X}}} uit {\displaystyle TG_{e}}, de raakruimte aan {\displaystyle G} in het neutraal element {\displaystyle e}, komt een invariant vectorveld {\displaystyle X} overeen. De waarde van {\displaystyle X} in een willekeurig punt {\displaystyle g\in G} wordt verkregen door de differentiaal {\displaystyle L_{g}^{*}} van de afbeelding "linkse samenstelling met {\displaystyle g}" {\displaystyle L_{g}\colon G\to G:h\mapsto gh} toe te passen op {\displaystyle {\tilde {X}}}:
{\displaystyle X(g)=L_{g}^{*}(X(e))=L_{g}^{*}({\tilde {X}})}
De lie-haak {\displaystyle [X,Y]} van twee invariante vectorvelden is opnieuw een invariant vectorveld. Hij maakt van de reële vectorruimte der invariante vectorvelden op {\displaystyle G} een (niet-associatieve) algebra, meer bepaald een lie-algebra.
Intuïtief meet de lie-haak het "infinitesimale tweede-orde effect" van een kleine verschuiving in de richting van {\displaystyle X}, gevolgd door een kleine verschuiving in de richting van {\displaystyle Y}, gevolgd door een kleine verschuiving in de richting van {\displaystyle -X}, gevolgd door een kleine verschuiving in de richting van {\displaystyle -Y}.
De lie-algebra van een lie-groep voldoet aan de definiërende voorwaarden van een abstracte lie-algebra.

### Voorbeelden
De lie-algebra van {\displaystyle (\mathbb {R} ^{n},+)} is de vectorruimte {\displaystyle \mathbb {R} ^{n}} met als productbewerking de constante 0: een zogenaamde abelse lie-algebra.
De lie-algebra van {\displaystyle \mathrm {GL} (n,\mathbb {R} )} is de vectorruimte der vierkante reële {\displaystyle n\times n}-matrices, met als productbewerking de ringcommutator:
{\displaystyle [A,B]=AB-BA}
De lie-algebra van {\displaystyle \mathrm {O} (n)} is dezelfde als die van {\displaystyle \mathrm {SO} (n)}, namelijk: de scheefsymmetrische vierkante reële {\displaystyle n\times n}-matrices:
{\displaystyle A+{^{t}\!A}=0}
De productbewerking is opnieuw de ringcommutator. Het is niet moeilijk na te gaan dat de commutator van scheefsymmetrische matrices opnieuw scheefsymmetrisch is:
{\displaystyle [A,B]+{^{t}[A,B]}=AB-BA+{^{t}(AB-BA)}=AB-BA+{^{t}\!B}\,{^{t}\!A}-{^{t}\!A}\,{^{t}\!B}=0}
De lie-algebra van {\displaystyle \mathrm {GL} (n,\mathbb {R} )} bestaat uit de reële {\displaystyle n\times n}-matrices met spoor 0, dat wil zeggen {\displaystyle \sum _{i=1}^{n}a_{ii}=0}. Analoog voor {\displaystyle \mathrm {GL} (n,\mathbb {C} )}.

## Eenparameter-deelgroepen
Een eenparameter-deelgroep van een lie-groep {\displaystyle G} is een glad groepshomomorfisme van de lie-groep {\displaystyle (\mathbb {R} ,+)} naar {\displaystyle G}
{\displaystyle \phi :\mathbb {R} \to G,\phi (t_{1}+t_{2})=\phi (t_{1})\phi (t_{2})}
Voor elke rakende vector {\displaystyle {\tilde {X}}} in de raakruimte {\displaystyle TG_{e}} bestaat er een uniek glad groepshomomorfisme {\displaystyle \phi \colon (\mathbb {R} ,+)\to G} waarvan de afgeleide in 0 gelijk is aan {\displaystyle {\tilde {X}}}. De exponentiële afbeelding is de afbeelding {\displaystyle \exp } van de lie-algebra van {\displaystyle G} naar {\displaystyle G} zelf die met ieder invariant vectorveld het groepselement {\displaystyle \phi (1)} associeert.
De benaming "exponentiële afbeelding" wordt verantwoord door de eigenschap
{\displaystyle \exp((t_{1}+t_{2})X)=\exp(t_{1}X)\,\exp(t_{2}X)}
De lie-algebra van {\displaystyle G} is een eindig-dimensionale reële vectorruimte, en kan dus op natuurlijke wijze als gladde variëteit worden opgevat. In die zin is de exponentiële afbeelding glad, en lokaal diffeomorf in de omgeving van 0.

## Haar-maat
Zie Haar-maat voor het hoofdartikel over dit onderwerp.
Een lokaal compacte lie-groep beschikt altijd over een linksinvariante maat, dit is een maat {\displaystyle \mu } op de borelstam {\displaystyle {\mathcal {B}}} van {\displaystyle G} (de sigma-algebra voortgebracht door de open verzamelingen van {\displaystyle G}) met de eigenschap dat voor alle {\displaystyle A\in {\mathcal {B}}} en alle {\displaystyle g\in G} geldt:
{\displaystyle \mu (gA)=\mu (A)}
(evenals de impliciete veronderstelling dat {\displaystyle \mu } niet constant 0 is).
Deze maat is sigma-eindig (eindig bij een compacte lie-groep) en heet haar-maat van {\displaystyle G}, genoemd naar de Hongaar Alfréd Haar. Ze is uniek op een reële factor na.
Er bestaat natuurlijk ook een rechtsinvariante maat {\displaystyle \mu _{R}}, eveneens uniek op een coëfficiënt na. Als {\displaystyle G} niet abels is, hoeven de links- en rechtsinvariante maten geen veelvoud van elkaar te zijn. Er bestaat echter wel een meetbare functie {\displaystyle \Delta \colon G\to \mathbb {R} }, modulus of modulaire functie genoemd, met de eigenschap dat voor alle {\displaystyle A\in {\mathcal {B}}} geldt:
{\displaystyle \mu _{R}(A)=\int _{A}\Delta (g)d\mu (g)}
Niet alleen abelse lie-groepen, maar ook compacte lie-groepen zijn unimodulair in de zin dat {\displaystyle \Delta } een constante is, dat wil zeggen dat rechtsinvariante maten eveneens linksinvariant zijn.
De haar-maat van welbepaalde lie-groepen ligt aan de basis van de meetkundige maattheorie ofte probabilistische meetkunde, om zin te geven aan begrippen zoals "de gemiddelde dikte van een convexe figuur" of "de kans dat een willekeurige rotatie van een kegel om zijn top, een gegeven vlak snijdt".
Aan de hand van de haar-maat definieert men ook de convolutie van twee functies op {\displaystyle G}.

## Voetnoten
1. 1 2  Hawkins, blz. 1
2. ↑  Hawkins, blz. 2
3. ↑  Hawkins, blz. 76
4. ↑  Hawkins, blz. 43
5. ↑  Hawkins, blz. 100